# 马雷克·马利克
马雷克·马利克（捷克語：Marek Malík，1975年6月24日—），捷克男子冰球运动员，场上位置是后卫。他曾代表捷克国家队参加2006年冬季奥林匹克运动会冰球比赛，获得一枚铜牌。